# Яковлев, Евгений Александрович (волейболист)
Евге́ний Алекса́ндрович Я́ковлев (род. 8 сентября 1938) — советский волейболист, игрок сборной СССР (1960). Чемпион мира 1960, пятикратный чемпион СССР. Связующий. Мастер спорта международного класса (1963).
Выступал за команды: до 1961 — «Динамо» (Москва), 1961—1968 — ЦСКА. Пятикратный чемпион СССР (1961—1963, 1965, 1966), серебряный призёр союзного первенства 1958. Чемпион Спартакиады народов СССР 1963 (в составе сборной Москвы). Победитель Кубка европейских чемпионов 1962. Победитель чемпионатов дружественных армий (1962, 1964).
В составе сборной СССР в 1960 году стал чемпионом мира.